# Fadenziehen
Als Fadenziehen oder fadenziehendes Brot wird in der Bäckereisprache eine „Brotkrankheit“ (Brotfehler, Fehleigenschaft des Brotes) bezeichnet, die durch mikrobiologische Zersetzung der Brotkrume entsteht. Verschiedene Bacillus-Stämme, wie etwa Bacillus subtilis, sind dafür verantwortlich.

## Ursachen und Epidemiologie
In den letzten Jahren ist die alte, fast vergessene Brotkrankheit des Fadenziehens wieder häufiger anzutreffen. Sie tritt vorwiegend in den Sommermonaten durch Heu- oder Kartoffelbakterien auf. Ursache des deutlichen Anstieges ist die Umstellung der Anbaugewohnheiten. Weniger Pestizide und Insektizide werden eingesetzt, womit Getreide und Mehle durch diese Bakterien hoch belastet sind. In den Broten bilden sich lange Schleimfäden, welche der Brotkrankheit ihren Namen gaben. Zunächst kann man einen gärigen, obstigen Geruch feststellen, wonach auch die Krume soweit geschädigt wird, dass sie klebrig wird. Beim Aufbrechen des Brotes zeigen sich in späteren Stadien deutlich Fäden und eine Verfärbung der Krume.

## Wirkung von Sauerteig
Betroffen sind ausschließlich ungesäuerte oder schwach gesäuerte helle Brote, die dadurch ungenießbar werden. Obwohl die Bakterien während des Backprozesses weitgehend absterben, sind die Sporen hitzeresistent und keimen beim Abkühlen auf 30 bis 40 °C, ihrem Temperaturoptimum, aus. Die Säure des Sauerteig tötet die Bakterien und unterdrückt die Auskeimung hitzeresistenter Keime. Ursache dafür ist die kombinierte Wirkung des sauren pH-Werts von Milch- und Essigsäure. Aber auch andere antimikrobielle Stoffe des Sauerteiges vermindern oder verhindern diese Brotkrankheit.

## Backmittel
Fadenziehen kann durch den Zusatz von Essigsäure und ihren Salzen oder von Propionsäure sowie ihren Natrium- und Calciumsalzen verhindert werden. Die Wirksamkeit dieser Stoffe war bereits seit den 1930er Jahren bekannt, doch erst im Laufe des Zweiten Weltkriegs wurden in Deutschland Calciumpropionat („Molagen“) und Calciumacetat („Ropal“) tatsächlich eingesetzt, um Brotverluste zu vermeiden.